# Törpemanátusz
A törpemanátusz, vagy törpemanáti (Trichechus pygmaeus) a tengeritehenek (Sirenia) rendjébe, azon belül a manátuszfélék (Trichechidae) családjába tartozó faj.
A fajt Marc van Roosmalen holland származású primatológus fedezte fel és írta le 2007-ben. Sokan kételkednek benne, hogy újonnan felfedezett fajról lenne szó, úgy gondolják csupán a dél-amerikai manátusz (Trichechus inunguis) alfaja. A DNS-vizsgálatok alapján a törpemanátusz fejlődési vonala nem több, mint 485 000 éve válhatott el a dél-amerikai manátuszétól.

## Elterjedése
Az Amazonas folyó apró mellékágaiban él, valószínűleg nagyon kis egyedszámmal. A dél-amerikai manátusszal ellentétben nem fordul elő a folyó torkolatában és az Atlanti-óceán parti vizeiben. Teljes mértékben az édesvízi életmódhoz alkalmazkodott, így semmiképp sem illik rá a „tengeritehén” elnevezés.

## Megjelenése
Rokonainál lényegesen kisebb, testhossza 1-1,5 méter, tömege 60 kilogramm körüli. Legközelebbi rokona, a dél-amerikai manátusz 2-3 méteresre megnő, és 300-500 kilogramm nehéz. A dél-amerikai manátusz szürke, hasi oldalán fehér foltokkal, a törpemanátusz sötétebb színű, feketés, mellkasán fehér, szív alakú folttal. E tények is amellett szólnak, hogy külön fajról van szó.

## Életmódja
A törpemanátusz jámbor növényevő, mint ahogy rendjének többi tagja is. A sekély, keskeny patakok medrének aljzatán növő növényeket legeli. Ez is megkülönbözteti a dél-amerikai manátusztól, hiszen az a tágasabb vízfolyásokban is gyakran előfordul, és inkább a víz felszínéhez közeli, vagy a vízen lebegő növényeket fogyasztja.

## Külső hivatkozások
- New species of Dwarf Manatee discovered in the Brazilian Amazon
- Multiple new species of large, living mammal (part II) Archiválva 2007. július 18-i dátummal a Wayback Machine-ben
- Trials of a Primatologist Archiválva 2009. október 14-i dátummal at the Portuguese Web Archive